# Национално знаме на Того
Националното знаме на Того е одобрено на 27 април 1960. Знамето има пет равни хоризонтални ивици – 3 зелени и 2 жълти. В горния ляв край има бяла петолъчка в червен квадрат. Използва панафриканските цветове на Етиопия, но знамето повече прилича на националното знаме на Либерия, което от своя страна наподобява това на САЩ.

## Исторически знамена
- 1957 – 1958
- 1958 – 1960